# En dag på cirkus
En dag på cirkus (engelska: At the Circus) är en amerikansk komedifilm från 1939 i regi av Edward Buzzell, med Bröderna Marx.

## Handling
Filmen handlar om en cirkusdirektör som har ekonomiska problem med sin cirkus Wilson Wonder Circus då han är sin kompanjon John Carter (James Burke) skyldig 10.000 dollar. (Groucho) spelar här J. Cheever Loophole som tillsammans med Antonio Pirelli (Chico) och Punchy (Harpo) ska hjälpa direktören Jeff Wilson (Kenny Baker) att få cirkusen på fötter. Jeff har en rik släkting mrs. Suzanah Dukesbury (Margaret Dumont), som blir målet för Groucho.

## Rollista i urval
- Groucho Marx – advokat J. Cheever Loophole
- Chico Marx – Antonio "Tony" Pirelli
- Harpo Marx – "Punchy"
- Kenny Baker – Jeff Wilson
- Florence Rice – Julie Randall
- Eve Arden – Peerless Pauline
- Margaret Dumont – Mrs. Susanna Dukesbury
- Nat Pendleton – Goliath the Strongman
- Fritz Feld – Jardinet
- James Burke – John Carter
- Jerry Maren – Little Professor Atom
- Barnett Parker – Whitcomb
- Irving Bacon – telegraftjänsteman (ej krediterad)
- Frank Orth – kock (ej krediterad)

## Om filmen
Filmen är den nionde långfilmen med Bröderna Marx. I denna film framför Groucho det kända sångnumret "Lydia the Tattooed Lady". Buster Keaton hade en liten biroll i filmen men detta samarbete blev inte lyckat. Filmen hade amerikansk premiär den 20 oktober 1939 och svensk premiär den 1 april 1940.
Inför premiären i Australien ansågs filmen inte kunna vara "barntillåten".

## Utvalda filmscener
- Groucho kommenterar en kvinna: "Jag slår vad att din far tillbringade dina första år med att kasta sten på storken".

- Groucho flörtar med en kvinna som säger: "Jag har väntat så länge på någon som är som du". Groucho svarar då: "Oh, som är som du. Så jag duger inte åt dig, eh?"